# Cedrocrypta
Cedrocrypta är ett släkte av tvåvingar. Cedrocrypta ingår i familjen gallmyggor.
Kladogram enligt Catalogue of Life:
| Cedrocrypta | \| \| Cedrocrypta bifidata \| \| \| \| \| \| Cedrocrypta montana \| \| \| \| |
|             | \| \| Cedrocrypta bifidata \| \| \| \| \| \| Cedrocrypta montana \| \| \| \| |
|             | Cedrocrypta bifidata                                                         |
|             |                                                                              |
|             | Cedrocrypta montana                                                          |
|             |                                                                              |